# 瓦西里科韦 (扎波罗热州)
47°48′30″N 35°51′24″E / 47.80833°N 35.85667°E
瓦西里科韋（烏克蘭語：Василькове）是位於烏克蘭東南部的村莊，由扎波羅熱州扎波羅熱区的泰爾努瓦泰市鎮負責管轄。該村面積0.004平方公里，海拔高度129米，2001年人口105，人口密度每平方公里26,260人。